# Clarkcoma canaliculata
Clarkcoma canaliculata är en ormstjärneart som först beskrevs av Christian Frederik Lütken 1869.  Clarkcoma canaliculata ingår i släktet Clarkcoma och familjen Ophiocomidae. Inga underarter finns listade i Catalogue of Life.